# Félicienne Minnaar
Félicienne Minnaar (Den Haag, 31 januari 1989) is een Nederlandse voetbalster die tot 2015 uitkwam voor FC Twente.

## Carrière
Minnaar werd door Arsenal ontdekt bij haar jeugdvereniging JAC waar ze vanaf haar vijfde al voetbalde. In de zomer van 2006 maakte ze de overstap naar de Engelse recordkampioen. In twee jaar tijd kwam ze slechts tot één wedstrijd. In de League Cup stond ze in de basiself. Op haar 16e werd ze al eens opgeroepen voor het Nederlands elftal, maar tot een debuut kwam het niet. Wel speelde ze regelmatig mee bij oranje onder 19. In de zomer van 2008 keerde ze terug naar Nederland. Met FC Twente zou ze uit gaan komen in de Eredivisie.
In haar eerste seizoen verscheen Minnaar diverse malen binnen de lijnen. Uiteindelijk speelde ze 19 van de 24 competitieduels en eindigde met haar team op de vijfde plaats. In haar tweede seizoen had ze aan het begin geen vaste basisplaats, maar wist ze zich gaandeweg het seizoen in de basis te knokken. Vervolgens werd er echter de ziekte van Pfeiffer bij haar geconstateerd, waardoor ze een tijd niet kon spelen. In seizoen 2010/11 kwam Minnaar weer regelmatig in actie en streed ze met Maud Roetgering om de rechtsachter plek. Ook werd ze dat jaar met FC Twente landskampioen. Ook in het seizoen 2011/12 streed Minnaar met Roetgering om de plek rechts achterin. In totaal kwam ze dat seizoen twintig duels in actie en werd tweede met de club. In 2015 nam ze afscheid van FC Twente.

## Erelijst
- Engels landskampioen: 2007, 2008 (Arsenal)
- FA Women's Cup: 2007, 2008 (Arsenal)
- FA Women's League Cup: 2007 (Arsenal)
- UEFA Women's Cup: 2007 (Arsenal)
- Nederlands landskampioen: 2011 (FC Twente)
- BeNe League: 2013 (FC Twente)

### Carrièrestatistieken
| Seizoen         | Club            | Land            | Competitie             | Competitie | Competitie | Beker | Beker | Internationaal | Internationaal | Overig | Overig | Totaal | Totaal |
| Seizoen         | Club            | Land            | Competitie             | Wed.       | Dlp.       | Wed.  | Dlp.  | Wed.           | Dlp.           | Wed.   | Dlp.   | Wed.   | Dlp.   |
| --------------- | --------------- | --------------- | ---------------------- | ---------- | ---------- | ----- | ----- | -------------- | -------------- | ------ | ------ | ------ | ------ |
| 2006/07         | Arsenal LFC     | Engeland        | Women's Premier League | 0          | 0          | 0     | 0     | 0              | 0              | 1      | 0      | 1      | 0      |
| 2006/08         | Arsenal LFC     | Engeland        | Women's Premier League | 0          | 0          | 0     | 0     | 0              | 0              | 0      | 0      | 0      | 0      |
| 2008/09         | FC Twente       | Nederland       | Eredivisie             | 19         | 0          | 1     | 0     | –              | –              | –      | –      | 20     | 0      |
| 2009/10         | FC Twente       | Nederland       | Eredivisie             | 6          | 0          | 1     | 0     | –              | –              | –      | –      | 7      | 0      |
| 2010/11         | FC Twente       | Nederland       | Eredivisie             | 12         | 0          | 2     | 0     | –              | –              | –      | –      | 14     | 0      |
| 2011/12         | FC Twente       | Nederland       | Eredivisie             | 15         | 0          | 2     | 0     | 3              | 0              | 0      | 0      | 20     | 0      |
| 2012/13         | FC Twente       | Nederland       | BeNe League Orange/WBL | 24         | 0          | 0*    | 0     | –              | –              | –      | –      | 24     | 0      |
| 2013/14         | FC Twente       | Nederland       | Women's BeNe League    | –          | –          | –     | –     | –              | –              | –      | –      | 0      | 0      |
| 2014/15         | FC Twente       | Nederland       | Women's BeNe League    | 19         | 0          | 0*    | 0     | 0              | 0              | 0      | 0      | 19     | 0      |
| Carrière totaal | Carrière totaal | Carrière totaal | Carrière totaal        | 75         | 0          | 6     | 0     | 3              | 0              | 1      | 0      | 85     | 0      |